# Helen Gipson
Ne doit pas être confondu avec Helen Gibson.
Helen Gipson (née le 27 septembre 1961) est une joueuse de Scrabble anglophone britannique. Le 4 décembre 2005 son classement ABSP faisait d'elle le troisième meilleur joueur du Royaume-Uni, elle est par ailleurs la meilleure joueuse du monde,. En janvier 2009 elle remporte l'open du Royaume-Uni devant plusieurs forts joueurs dont le triple champion du monde Nigel Richards. Elle a également remporté la King's Cup de Thaïlande en 2012, le plus grand tournoi du monde.
Elle a représenté l'Angleterre aux championnats du monde de 1999 (en) (49e), 2003 (en) (11e) et 2005 (en) (29e).
Helen Gipson vit actuellement en Écosse.